# Yle TV1
Yle TV1 è un canale televisivo finlandese edito dalla radiotelevisione nazionale Yleisradio (Yle). È il secondo canale televisivo più datato (dopo TES-TV) e il più longevo ancora esistente in Finlandia. 
Oltre il 70% dei programmi del canale sono documentari, programmi educativi e notiziari, di cui piccoli bollettini trasmessi in svedese, russo e sami del nord. Il suo nome è comunemente indicato come Ykkönen (in italiano: Numero uno).

## Storia
Yleisradio iniziò le trasmissioni di prova del suo primo canale televisivo il 13 agosto 1957, per poi lanciarlo con trasmissioni regolari il 1º gennaio dell'anno successivo con il nome Suomen Televisio.
Quando, nel 1964, Yle acquisì Tamvisio, un'emittente di Tampere, Suomen Televisio fu ribattezzata TV-ohjelma 1, mentre Tamvisio diventò TV-ohjelma 2. Successivamente, negli anni '70, Yle iniziò le trasmissioni a colori e rinominò i due canali rispettivamente TV1 e TV2.

## Palinsesto
Yle TV1, quotidianamente, trasmette:
- Il telegiornale Yle Uutiset (it.: Notizie Yle), alle ore 17:00, 18:00, 20:30 e 21:45[2], trasmesso anche in lingua sami (Ođđasat) alle 16:45, in russo (Novosti Yle) alle 16:50 e in lingua dei segni alle 16:55. L'edizione delle 20:30, quella principale è la più seguita in Finlandia e raggiunge fino a 1 milioni di spettatori al giorno[3];
- I vari telegiornali regionali, gli Alueellinen uutislähetys che vengono messi in onda alle 17:06 e alle 18:21;
- Il programma sportivo Urheiluruutu (it.: Contenitore sportivo) che va in onda nei giorni feriali alle 20:55, il sabato alle 20:50 e la domenica e i giorni festivi alle 20:45. La seconda edizione giornaliera viene trasmessa dopo l'ultimo telegiornale della serata[2];
- Uutisikkuna, dei bollettini che vengono emessi quando non ci sono altri programmi in onda; essi trasmettono le notizie più importanti della giornata, i risultati sportivi e le previsioni meteorologiche;
- Il programma di attualità Ylen Amuu (it.: La mattinata di Yle) che viene messo in onda la mattina dalle 6:25 alle 9:30 e il pomeriggio dalle 15:00 alle 15:55 con un'edizione di Ylen aamun parhaat (it.: Il meglio di Ylen amuu).

Tra gli altri programmi dei giorni feriali, troviamo l'Eduskunnan kyselytunti (it.: Momento delle domande al Parlamento) posto al giovedì e per cui vengono spostate tutte le edizioni del telegiornale all'ora precedente. Dopo l'edizione delle 17:00 del notiziario, viene trasmessa una serie straniera tra le quali Padre Brown, Doc Martin, I misteri di Murdoch e A Place to Call Home. Alle 18:30 viene trasmesso un talk show di nome Puoli seitsemän.
La programmazione del lunedì sera comprende un documentario di storia o una serie drammatica storica, MOT, A-studio e la serie di documentari Suomi on metsäläinen. Il martedì sera troviamo Docstop, A-studio e un film o una miniserie straniera. Il mercoledì sera è riservato al documentario Prisma, Akuutti, A-studio e la serie drammatica Outlander. Il palinsesto del giovedì sera comprende Dokumenttiprojekti, A-studio: Talk, il documentario Ulkolinja e la serie poliziesca Testimoni silenziosi. Il venerdì sera, TV1 offre Perjantai e Testimoni silenziosi.
Invece nei fine settimana, ogni ora dalle 8:00 alle 11:00 viene trasmesso un bollettino di cinque minuti di Yle Uutiset e Yle Amuu alle 10:05. Il sabato sera, il telegiornale delle 20:30 era preceduto dall'estrazione in diretta della lotteria, trasferita su MTV3 nell'ottobre 2013. L'ultima lotteria è stata trasmessa su TV1 il 28 settembre 2013. Dopo Urheiluruutu, viene trasmesso il programma musicale nazionale SuomiLOVE. In entrambi i giorni del fine settimana, vengono trasmessi programmi come Flinkkilä & Tastula, Strömsö e Eränkävijät. La programmazione del sabato sera comprende il documentario naturalistico Avara luonto e, a volte, serie poliziesche come L'ispettore Barnaby, Il giovane ispettore Morse, Outlander, Miss Marple e Poirot. Nel palinsesto della domenica sera invece vediamo il talk show di Arto Nyberg, un documentario tedesco e serie drammatiche nazionali come Bordertown e Korpelan kujanjuoksu.
Yle trasmette intrattenimento principalmente sul suo secondo canale, Yle TV2, ma i programmi di intrattenimento più seguiti della radiotelevisione finlandese si trovano principalmente sul primo canale. Tra il 1998 e il 2018, il programma di intrattenimento più visto del canale è stato Uutisvuoto, che attirava una media di 450.000-700.000 spettatori il sabato sera. Il secondo programma più visto del canale è stato YleLeaks, trasmesso sempre il sabato sera, da settembre 2011 e fino ad aprile 2016. Dal 2001 al 2008, il canale ha offerto la storica serie satirica finlandese Itse valtiaat, mentre, in precedenza la serie satirica trasmessa da TV1 era stata Iltalypsy, dal 1993 al 2001.
Yle TV1 trasmette anche le semifinali e la finali dell'Eurovision Song Contest dall'edizione del 2021.

## Altre versioni

### Yle TV1+
Yle TV1+ era un canale parallelo a Yle TV1, dismesso nel 2008, che trasmetteva contemporaneamente i programmi di TV1, ma con il testo dei programmi in lingua straniera sovraimpresso nell'immagine, a differenza dei sottotitoli DVB utilizzati da TV1.

## Loghi

Logo usato dal 2005 al 2007
In uso dal 5 marzo 2012
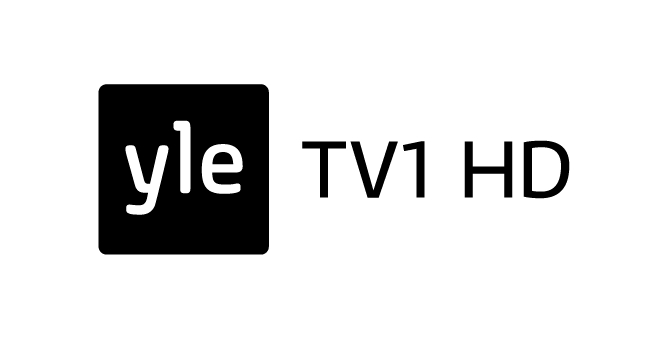
Logo del canale HD dal 2012